# Wardu
Un wardum era, en la antigua Babilonia, un esclavo considerado, en la mayoría de los casos, como un bien material susceptible de venta o alquiler. La ley, al menos teóricamente, les amparaba en algunos casos e incluso les reconocía ciertos derechos (casarse con personas libres, ser manumisos, llevar negocios, por ejemplo). Se nacía esclavo si se era hijo de esclavo, y se llegaba a tal condición por diferentes causas (como deudas impagadas o prisioneros de guerra). Una marca exterior, ya fuese en el cuerpo o en la cabeza, delataba la condición servil de una persona. Los esclavos babilónicos podían pertenecer, por tanto, a particulares, a templos o al Estado. En el lado opuesto estaban los hombres libres o awilum.